# Henry Livingston Jr.
Henry Livingston, Jr. (født 13. oktober 1748 i Poughkeepsie NY, død 29. februar 1828) var en amerikansk landmåler, forfatter, dommer og soldat i Den kontinentale hær.
Henry Livingstone er senere blevet kendt, da hans familie hævdede, at han var den virkelige forfatter til digtet "A Visit from St. Nicholas", og ikke Clement Clarke Moore.
1. ↑  Navnet er anført på engelsk og stammer fra Wikidata hvor navnet endnu ikke findes på dansk.